# 제39회 영국 아카데미 영화상
제39회 영국 아카데미 영화상은 1985년의 최고의 영화를 기리기 위해 1986년 4월에 열린 시상식이다. 런던, Palladium에서 개최되었다.

## 수상

### 작품상
- 카이로의 붉은 장미 - 로버트 그랜헛 수상

### 남우주연상
- 거미 여인의 키스 - 윌리암 허트 수상

### 여우주연상
- 인도로 가는 길 - 페기 아쉬크로프트 수상

### 남우조연상
- 왕국의 비밀 - 덴홈 엘리어트 수상

### 여우조연상
- 수잔을 찾아서 - 로잔나 아퀘트 수상

### 각본상
- 카이로의 붉은 장미 - 우디 앨런 수상

### 각색상
- 프리찌스 오너 - Richard Condon 수상

### 편집상
- 아마데우스 - 네나 다네빅 수상

### 촬영상
- 아마데우스 - 미로슬라브 온드리섹 수상

### 음향상
- 아마데우스 - John Nutt 수상

### 의상상
- 커튼 클럽 - 밀레나 카노네로 수상

### 분장상
- 아마데우스 - Paul LeBlanc 수상

### 특수시각효과상
- 브라질 - George Gibbs 수상

### 프로덕션디자인상
- 브라질 - 노먼 가우드 수상

### 외국어영화상
- 레들 대령 - Manfred Durniok 수상

### 단편영화작품상
- Noella Smith 수상

### 안소니 아스퀴스상
- 위트니스 - 모리스 자르 수상

## 같이 보기
- 제58회 아카데미상
- 제11회 세자르상
- 제38회 미국 감독 조합상
- 제43회 골든 글로브상
- 제6회 골든 래즈베리상
- 제38회 미국 작가 조합상